# جان یرموث
جان یرموث (به انگلیسی: John Yarmuth) نمایندهٔ حوزه انتخابیه سوم کنتاکی از حزب دموکرات ایالات متحده آمریکا در مجلس نمایندگان ایالات متحده آمریکا است که برای نخستین‌بار در ۲۴ ژانویه ۲۰۰۷ میلادی به‌عضویت این مجلس درآمد.